# 国务院农民工工作领导小组
国务院农民工工作领导小组，是中华人民共和国国务院成立的国务院议事协调机构，负责农民工工作。

## 沿革
2006年3月31日，《国务院关于同意建立农民工工作联席会议制度的批复》（国函〔2006〕19号）称，劳动保障部“《关于国务院农民工工作联席会议组建方案的报告》（劳社部报〔2006〕9号）收悉。现批复如下：同意建立国务院农民工工作联席会议制度。联席会议不刻制印章，不正式行文，日常工作由劳动保障部负责。请按照国务院有关文件精神认真组织开展工作。”
该批复的附件《国务院农民工工作联席会议制度》规定，联席会议主要职责是：“在国务院领导下，研究拟订农民工工作的重大政策措施，为国务院决策提供意见建议；督促检查各地区、各部门相关政策落实情况和任务完成情况，协调解决政策落实中的难点问题；研究确定年度工作要点和阶段性工作计划；定期向国务院汇报农民工工作情况，并及时通报各地区、各部门。”联席会议由31个部门和单位组成。
2013年6月14日，《国务院办公厅关于成立国务院农民工工作领导小组的通知》（国办发〔2013〕60号）称，“为进一步加强对农民工工作的组织领导，国务院决定成立国务院农民工工作领导小组，作为国务院议事协调机构，国务院农民工工作联席会议同时撤销。”

## 职责
2013年《国务院办公厅关于成立国务院农民工工作领导小组的通知》规定，国务院农民工工作领导小组的主要职责是：“组织拟订和审议农民工工作的重大方针、政策、措施，组织推动农民工工作，督促检查各地区、各部门相关政策落实情况和任务完成情况，统筹协调解决政策落实中的重点难点问题。”

## 组成人员
| 2006年《国务院关于同意建立农民工工作联席会议制度的批复》确定的国务院农民工工作联席会议制度成员是： 总召集人 - 华建敏（国务委员兼国务院秘书长） 召集人 - 田成平（劳动保障部部长） - 张平（国务院副秘书长） - 韩长赋（国研室副主任） 成员 - 杜鹰（发展改革委副主任） - 吴启迪（教育部副部长） - 刘燕华（科技部副部长） - 刘金国（公安部副部长） - 屈万祥（监察部副部长） - 姜力（民政部副部长） - 段正坤（司法部副部长） - 王军（财政部副部长） - 胡晓义（劳动保障部副部长） - 傅雯娟（建设部副部长） - 范小建（农业部副部长） - 周和平（文化部副部长） - 陈啸宏（卫生部副部长） - 王国强（人口计生委副主任） - 吴晓灵（人民银行副行长） - 黄淑和（国资委副主任） - 王力（税务总局副局长） - 钟攸平（工商总局副局长） - 邱晓华（统计局局长） - 孙华山（安全监管总局副局长） - 郜风涛（法制办副主任） - 高鸿宾（扶贫办副主任） - 王金祥（西部开发办副主任） - 欧阳坚（中宣部副部长） - 陈锡文（中农办主任） - 黄松有（最高人民法院副院长） - 董力（全国总工会经费审查委员会主任） - 卢雍政（共青团中央书记处书记） - 甄砚（全国妇联书记处书记） | 2013年《国务院办公厅关于成立国务院农民工工作领导小组的通知》确定的组成人员是： 组长 - 马凯（国务院副总理） 副组长 - 尹蔚民（人力资源社会保障部部长） - 肖亚庆（国务院副秘书长） - 黄守宏（国研室副主任） 成员 - 杜鹰（发展改革委副主任） - 鲁昕（教育部副部长） - 张来武（科技部副部长） - 黄明（公安部副部长） - 窦玉沛（民政部副部长） - 赵大程（司法部副部长） - 王保安（财政部副部长） - 杨志明（人力资源社会保障部副部长） - 邱小平（人力资源社会保障部副部长） - 胡存智（国土资源部副部长） - 郭允冲（住房城乡建设部副部长） - 冯正霖（交通运输部副部长） - 陈晓华（农业部副部长） - 俞建华（商务部国际贸易谈判副代表） - 杨志今（文化部副部长） - 王培安（卫生计生委副主任） - 刘士余（人民银行副行长） - 徐福顺（国资委副主任） - 解学智（税务总局副局长） - 孙鸿志（工商总局副局长） - 孙华山（安全监管总局副局长） - 张为民（统计局副局长） - 胡可明（法制办党组成员） - 王国良（扶贫办副主任） - 孙志军（中央宣传部副部长） - 唐仁健（中央农办副主任） - 奚晓明（高法院副院长） - 段敦厚（全国总工会副主席） - 贺军科（共青团中央书记处书记） - 崔郁（全国妇联书记处书记） |

| 2018年7月31日《国务院办公厅关于调整国务院农民工工作领导小组组成人员的通知》（国办发〔2018〕76号）调整后的组成人员是： 组长 - 胡春华（国务院副总理） 副组长 - 张纪南（人力资源社会保障部部长） - 丁向阳（国务院副秘书长） - 郭玮（国研室副主任） 成员 - 齐玉（中央组织部副部长） - 庄荣文（中央宣传部副部长） - 韩俊（中央农办副主任、农业农村部副部长） - 胡祖才（发展改革委副主任） - 朱之文（教育部副部长） - 徐南平（科技部副部长） - 侍俊（公安部副部长） - 顾朝曦（民政部副部长） - 熊选国（司法部副部长） - 余蔚平（财政部副部长） - 邱小平（人力资源社会保障部副部长） - 王广华（自然资源部副部长） - 易军（住房城乡建设部副部长） - 刘小明（交通运输部副部长） - 钱克明（商务部副部长） - 项兆伦（文化和旅游部副部长） - 崔丽（卫生健康委副主任） - 王浩水（应急部党组成员） - 刘国强（人民银行副行长） - 徐福顺（国资委副主任） - 孙瑞标（税务总局副局长） - 马正其（市场监管总局副局长） - 李晓超（统计局副局长） - 陈金甫（医保局副局长） - 洪天云（扶贫办副主任） - 刘贵祥（高法院审判委员会副部级专职委员） - 焦开河（全国总工会副主席） - 汪鸿雁（共青团中央书记处书记） - 杨柳（全国妇联书记处书记） |

## 办事机构
人力资源和社会保障部农民工工作司（简称人力资源社会保障部农民工司），与国务院农民工工作领导小组办公室合署办公，是中华人民共和国人力资源和社会保障部内设机构。

### 沿革
2013年《国务院办公厅关于成立国务院农民工工作领导小组的通知》规定，“国务院农民工工作领导小组办公室设在人力资源社会保障部，承担领导小组日常工作。”

### 职责
根据有关规定，人力资源社会保障部农民工司（国务院农民工工作领导小组办公室）承担下列职能：
1. 负责国务院农民工工作领导小组（以下简称领导小组）办公室日常工作。
2. 组织拟订农民工工作综合性政策、法规和规划，拟订领导小组年度工作要点并组织实施。
3. 组织开展农民工工作重大问题研究，提出意见建议；协调处理涉及农民工问题的重大事件，协调解决重点难点问题。协调有关部门的农民工培训工作。
4. 督促检查各地各部门相关政策落实情况和任务完成情况。
5. 组织开展优秀农民工和农民工工作先进集体评选表彰等专项工作。
6. 组织开展农民工工作宣传，做好相关业务和政务信息的通报工作。
7. 负责部扶贫工作领导小组办公室日常工作，牵头组织、统筹协调人力资源和社会保障扶贫工作。
8. 负责人力资源和社会保障领域“三农”工作的统筹协调、督促落实。
9. 统筹协调发展家庭服务业促进就业工作。
10. 承办部领导交办的其他事项。

### 机构设置
根据有关规定，人力资源社会保障部农民工司（国务院农民工工作领导小组办公室）设置下列机构：
- 综合处
- 协调处
- 地方指导处
- 家庭服务业处

### 历任领导
历任办公室主任、副主任是：

| 主任 - 杨志明（2013年－2015年7月，人力资源社会保障部副部长兼） - 邱小平（2015年－，人力资源社会保障部副部长兼） | 副主任 - 汪志洪（2013年－2015年，人力资源社会保障部农民工工作司司长兼） - 宋娟（2015年－，人力资源社会保障部农民工工作司司长兼） |